# Henri de Ziegler
Henri de Ziegler (Genève, 18 juli 1885 - aldaar, 21 maart 1970) was een Zwitsers hoogleraar, filoloog en schrijver.

## Biografie

### Afkomst en opleiding
Henri de Ziegler was een zoon van Christophe François de Ziegler, die schilder en onderwijzer was, en van Georgine Frédérica Dufaux. In 1920 trouwde hij met Cécile Henriette Bénédicte Carry, de dochter van een journalist. Hij studeerde letteren in Genève en in Wenen.

### Carrière
De Ziegler was professor Italiaanse literatuur aan de Universiteit van Genève, waarvan hij rector was van 1954 tot 1956. Daarnaast was hij actief als dichter (L'aube, 1911), romanschrijver (Les deux Romes, 1925; Le bourdon du pèlerin, 1931) en biograaf (Vie de l'empereur Frédéric II de Hohenstaufen, 1935, over het leven van keizer Frederik II). Hij vertaalde ook werken van Francesco Chiesa en van Giuseppe Zoppi. Hij publiceerde vele werken over Italië en Portugal.
De Ziegler was ook columnist voor de krant Journal de Genève. Hij speelde een belangrijke rol in het Geneefse culturele leven. Tevens was hij lid van de Schweizerischer Schriftsteller-Verein.

## Werken
- (fr)  L'aube, 1911.
- (fr)  Les deux Romes, 1925.
- (fr)  Le bourdon du pèlerin, 1931.
- (fr)  Vie de l'empereur Frédéric II de Hohenstaufen, 1935.